# Roman Cardal
Roman Cardal (* 7. prosince 1965) je český filozof a teolog a učitel. Studoval filozofii a teologii v Praze a také na Lateránské univerzitě v Římě a v Bologni. Přednášel dlouhou dobu filozofii na Katolické teologické fakultě Univerzity Karlovy. Zabývá se především theodiceou a metafyzikou. Vydal knihy „Bůh ve světle filosofie“ (2005), „Identita a diference“. „Systematický kurz ontologie“ (2012), „Čtyři milníky politické filosofie“ (2010) a „Vybrané otázky z filosofie“ (2008). Přednáší pro Academia Bohemica, vysoké školy Cevro institut a spolupracuje s Občanským institutem. Vyučuje také na základní škole a gymnáziu Navis.